# Gran Premio Regio Insubrica
Der Grand Premio Regio Insubrica (bis 2010 Gran Premio dell’Insubria bzw. Gran Premio dell’Insubria-Lugano, dt. Großer Preis der Regio Insubrica) ist ein ehemaliges Schweizer Straßen-Radrennen, dessen Streckenverlauf auch durch Italien führte.
Das Eintagesrennen wird seit 2009 in der historischen Region Insubrien im Grenzgebiet von Lombardei und Tessin ausgetragen. Es gehört zur UCI Europe Tour und ist in die Kategorie 1.1 eingeordnet.

## Siegerliste
- 2011  Giovanni Visconti
- 2010  Samuel Dumoulin
- 2009  Francesco Ginanni